# Windows Phone
 (транскр.  Виндоус фоун) био је мобилни оперативни систем компаније  намењен паметним телефонима. Прва верзија, Windows Phone 7 је представљена јавности у октобру 2010.
Најновија верзија је Windows Phone 8, у продаји је од 14. априла 2014. године.
2015. се очекује следећа верзија Windows Phone 10, која ће бити пуштана у више фаза.

## Историјат

### Развој
Први већи радови на ажурирању оперативног система Windows Mobile су почели 2004. године под називом "Фотон", али је пројекат споро напредовао тако да су се радови убрзо обуставили. Током 2008. године дошло је до реорганизације у Windows -у и започета је израда новог оперативног система за мобилне телефоне. Готов производ је требало да буде објављен 2009. године под називом "Windows Phone", али су се десила нека привремена одлагања која су приморала Windows да објави привремену верзију "Windows Phone 6.5".
Windows Phone је брзо развијен. Једна од мана овог новог оперативног система била је некомпатибиланост са апликацијама за Windows Mobile. Лари Либерман, виши менаџер производа за Мајкрософтов Мобајл Девелопер Експиријенс, рекао је за часопис "Е-Веек"
"Да смо имали више времена и ресурса, можда бисмо били у стању да урадимо нешто у смислу компатибилности."Либерман је рекао да Мајкрософт покушава да сагледа тржиште мобилних телефона на други начин, имајући на уму крајњег корисника као и мрежу предузећа. Тери Миерсон, корпоративни потпредседник Windows Phone инжењеринга, рекао је, "Са преласком на капацитивне екране осетљиве на додир, уклонјена је оловка, иѕмењене су неке хардверске компоненте на "Windows Phone 7" и прекинута је компатибилност са Windows Mobile 6.5 апликацијама. "

### Партнерство са Нокијом
Главни производи: Мајкрософт Мобајл и Мајкрософт Лумиа.
Дана 11. фебруара 2011. године, на конференцији за новинаре у Лондону, извршни директор Мајкрософта, Стив Балмер и извршни директор ЛГ Стивен Елоп најавили су партнерство између својих предузећа у којима ће Windows Phone постати примарни оперативни систем за смарт телефон Нокија, као замену за Симбијан. Овај догађај је био фокусиран углавном на успостављању "новог глобалног мобилног екосистем", што указује на конкуренцију са Андроидом и иОС-ом са речима "Сада је трка три коња". Елоп је навео разлоге због чега је његов избор био Windows Phone а не Андроид, говорећи: ".. Најважнија реч 'разликовање' знали смо да ће бити тешко да се разликујемо". Иако Нокија има велику креативну контролу над Андроидом (имајте на уму да МееГо користи Нокију која личи на Андроид више него што личи на Windows Phone 7, зато што су Андроид и МееГо засновани на Линукс кернелу), Елоп је био задовољан пословањем са својом бившом компанијом у којој је био запослен на високој позицији.
Најављено је спајање Windows -ових и Нокија услуга.
- Бинг би побољшао претрагу на Нокија телефонима
- Спајање бинг-ових мапа са мапама Нокије
- Спајање Windows Phone Стор-а са Нокија стор-ом

Први Нокија Лумиа Windows Phoneи, Лумиа 800 и Лумиа 710, објављени су у октобру 2011.-e године.
Током 2012.-e године Нокија представља Лумиу 900 са екраном од 4,3 инча, процесором од 1,4 гигахерца и меморијом за складиштење података од 16 гигабајта. Лумиа 900 је био један од првих Windows Phoneа који подржавају ЛТЕ и представљен је јавности 8. априла. Лумиа 610 је први Нокија Windows Phone који може да покрене Танго апликацију.
Мајкрософт је 2. септембра 2013. године, објавио договор о преузимању мобилног телефона и поделу компаније Нокија, задржавајући бившег директор Стивен Елоп на челу операције Мајкрософт уређаја. Мајкрософт руководиоци су открили да је одлука о куповини донета због тога што је Нокија водила развој Windows Phone платформе тако да што боље одговара својим производима. Спајање је завршено након регулаторног одобрења на свим већим тржиштима у априлу 2014.. Као резултат тога, Одсек Нокије који је био задужен за хардвер је сада постао огранак Мајкрософта и послује под називом Мајкрософт Мобајл.
У фебруару 2014., Нокија је објавила Нокија Кс серију смарт телефона, користећи верзију Андроид форкед. Оперативни систем је модификован; Гугл-ов софтвер није био коришћен због осталих конкурентних апликација и услуга из Мајкрософта и Нокије, којима је корисничкии интерфејс модификован да веома личи на Windows Phone.

## Верзије

### Windows Phone 7
Windows Phone 7 је најављен на Мобајл Ворлд конгресу у Барселони(Шпанија) 15. фебруара 2010. године, а јавно објављен 8-ог. новембра 2010. године у САД.
У 2011.-ој години, Мајкрософт је објавио Windows Phone 7.5 Манго. Ажурирањем софтвера укључена је нова мобилна верзија Интернет Експлорер 9 која подржава исте веб стандарде и има исте графички способности као десктоп верзија.
Пошто Windows Phone 7 уређаји немају могућност надоградње на Windows Phone 8 због ограничења хардвера, Windows Phone 7.8 је пуштен као ажурирана верзија у 2013-ој. укључујући неке од карактеристика из Windows Phone 8. Овим ажурирањем укључен је прилагођени почетни екран додатне колор шеме, и још опција мењања позадине.

### Windows Phone 8
Мајкрософт је 29. октобра 2012. године, објавио Windows Phone 8, нову генерацију оперативног система. Windows Phone 8 замењује своје претходника Windows који има ЦЕ базирану архитектуру засновану на Windows NT кернелу са многим заједничким компонентама Windows-а 8, омогућавајући апликацијама да се портују између две платформе.

### Windows Phone 8.1
Windows Phone 8.1 је објављен 2-ог. априла 2014. године, након што је пуштен у облику прегледа за програмере 10. априла 2014. године укључујући нове опције центара за обавештавање, Интернет Експлорер 11 за таб синхронизацију између Windows 8.1 уређаје и ВП уређаје, одвојене контроле јачине звука, као и опција за измену изгледа.
Windows Phone 8.1 такође додаје "Кортана", гласовног асистента налик Сири-у и Гугл Нау. Кортана замењује претходну Бинг функцију претраге, а објављена је као бета верзија у САД у првој половини 2014. године, пре него што почиње да се објвљује у другим земљама крајем 2014.. и почетком 2015. године.

### Windows Mobile 10
Windows 10 је објављен 21. јануара 2015. године, као мобилни оперативни систем за паметне телефоне и таблете са екранима мањим од 8 инча који раде на АРМ архитектури.

## Карактеристике

### Кориснички интерфејс
Windows Phone има кориснички интерфејс заснован на Мајкрософт "Метро" дизајнерском језику, а инспирисан је "Зуне ХД" корисничким интерфејсом. Почетни екран "Старт скрин" се састоји од "Лајв тајлс" плочица које представљају линкове ка апликацијама(контакт, веб странице, мултимедијални садржај). Корисници могу да додају, преуређују или уклањају плочице које су динамичке и ажурирају се у реалном времену. На пример, плочице за налог е-поште ће приказати број непрочитаних порука. Плочицама се такође могу променити величина и изглед.
Неке карактеристике Windows Phone су организоване у "чворишта", која комбинују локални и онлајн садржај, у Windows-у су интегрисане неке од популарних апликација попут друштвених мрежа као што су Фејсбук, Windows лајв и Твитер. На пример, слике снимљене са Камером и слике фејсбук фото албума се комбинују у чворишта такође се приказују слике контакта прикупљених из више извора, као што су Windows лајв, фејсбук и џимејл.
Windows Phone користи мулти-тач технологију. Подразумевани кориснички интерфејс Windows Phone-а има кориснички интерфејс има тамну тему која продужава живот батерије на ЛЕД екранима. Корисници могу сами изабрати и подесити тему из менија која њима одговара. Светла тема има белу позадину која је енергетски ефикаснији на ЛЦД-у јер не троши пуно енергије. Корисник такође може бирати између неколико наглашених боја, и мозе изменити елеменате корисничког интерфејса, као што су линкови, дугмад и плочице. Windows Phone 8.1 уводи транспарентне плочице и прилагодљиву позадинску слику за почетни екран.

### Унос Текста
За унос текста се користи виртуелна тастатура, која има могућност предвиђања, опцију за проверу правописа и опцију за додавање смајлија. Програмери су развили различити верзије виртуелних тастатура, како би ограничилли кориснике на одређене скупова знакова, као што су и сами нумерички знакови. Корисницима се након откуцане једне речи нуди листа сличних речи. Тастери су нешто већи и даље распоређени, осим када су у режиму пејзажа. Телефони такође могу имати хардверске тастатуре за унос текста. Windows Phone 8.1 уводи нови начин куцања са преласком кроз тастатуру без подизања прста, на сличан начин као и Свајп и СвифтКи.

### Веб-прегледач
Интернет Експлорер на Windows Phone-у омогућава кориснику да задржи листу омиљених веб страница на почетном екрану. Претраживач подржава до 6 картица, које могу функционисати паралелно у исто време. Остале карактеристике укључују мулти-тач гестове, глатке зум ин- зум-аут анимације, способност да се сацчувају слике које се налазе на веб страница, слање веб страница путем и-мејла, и подршка за претрагу која омогућава кориснику да тражи речи или фразе на веб страници. Картице се синхронизују за Windows 8.1 уређаје који користе Интернет Експлорер 11.

### Контакти
Контакти су организовани преко "Пипл Хуб-а", и могу се руцно унети или увести из апликација као што су фејсбук, Windows Лајв Контактс, Твитер, ЛинкедИн, Гугл и Аутлук. Контакти могу да се прикаче на почетни екран. Кликом на плочицу контакта приступа се "Пипл" хуб-у где се могу видети недавне активност контакта на друштвеним мрежама, као и остале контакт информације.
Ако је контакт активан на више мрежа, корисници могу повезати два одвојена контакт-а, што ће им омогућити да добију све жељене информације о контакту приступом са само једне картице. Као што код Windows Phone-а 7.5, контакти могу да се разврставају по "групама". Тако да се са почетног екрана врло лако може приступити информацијама одређених контакта.

### И-мејл
Windows Phone подржава Аутлук размену поште, као и Јаху, мејл, и џимејл и подржава многе друге услуге које користе ПОП и ИМАП протоколе. Ажурирањем је додата подршка за више услуга као што су иКлауд и IBM Нотес Тревелер. Контакти и календари могу бити синхронизовани коришћењем ових ових услуга. Корисници такође могу претраживати њихову е-маил пошту, која је класификована тако да је брзо могу претражити и наћи име теме, пошиљаоца и онога коме је пошта послата.

### Мултимедијални садржај
Xbox аудио и видео садржаји су уграђени у мултимедијалном хабу и пружају забаву и могућност синхронизације са рачунаром и другим Мајкрософт производима. Корисницима је омогућено да приступе аудио и видео садржају који је сачуван на уређају, и имају могућност куповине мултимедијалног садржаја. Такође је омогућена претрага музике одређеног извођача која укључује његове информације, биографију, фотографије итд...
Званична апликација фајл менаџера под називом "Фајлови", је доступан за преузимање са Windows Phone Стора, и омогућава корисницима да лакше дођу до траженог садржаја и да могу преуређивати документе, видео, музику и друге датотеке у оквиру хард диска својих уређаја или на екстерним СД картицама.

### Медијаска Подршка
Windows Phone подржава ВАВ, МП3, ВМА, АМР, ААЦ, МП4, М4А, М4Б и 3ГП / 3Г2 стандарде. Формати видео датотека који су подржани : ВМВ, АВИ, МП4 / М4В, 3ГП / 3Г2 и МОВ стандарде
Формати датотека слика које су подржане укључују ЈПГ / ЈПЕГ, ПНГ, ГИФ, ТИФ и Битмап (БМП)
Корисници такође могу додати прилагођене мелодије које су мање од 1 MB величине и дужине мање од 40 секунди.

### Игре
Корисницима су омогућени приступи играма захваљујући Xbox Live-у на којем могу едитовати свој профил, погледати своје резултате у одабраним игрицама, слали поруке и причати са пријатељима. Игре се могу преузети ѕа Windows Стора...

### Претрага
Бинг је подразумевани прегледач на Windows Phone оперативни систем, јер његове функције су дубоко интегрисане у ОС. Међутим, Мајкрософт је изјавио да се могу користити и други прегледачи. Бинг Мапс се користи за претраживања локација.
Осим тога, Бинг Аудио омогућава кориснику да пронађе песме, и Бинг Визија омогућава кориснику да скенира баркодове, КР кодове, и друге врсте тагова.

### Офис пакет
Сви телефони долазе са већ инсталираним Microsoft Office пакетом, који представља сарадњу између Windows Phone и десктоп верзије Windows офис. Ворд Мобајл, Ексел Мобајл, Павер поинт Мобајл су састави део овог пакета.

### Ажурирање
Ажурирање софтвера се обавља путем Мајкрософт Апдејта, као што је случај са другим Windows оперативним системима. Мајкрософт је првобитно имао намеру да директно ажурира било који телефон са оперативним системом Windows Phone уместо да се ослања на ОЕМ, али 6-ог. јануара 2012. године, Мајкрософт је променио своју политику са директним ажурирањем. Док су корисници били у обавези да повежу своје телефоне на рачунар ради инсталације апдејта. Почев од Windows Phone 8 ОС-а, сва ажурирања су се вршила без повезивања.
| Деценија              | Име                             | Опис |
| --------------------- | ------------------------------- | --- |
| 90-их 20. века        | Windows CE                      | Мајкрософт први компактни рачунар, са монохромном графиком. почетком 2000. године, увео је графику у боји. |
| 0-их 21. века         | Windows Mobile и Pocket рачунар | Боља графика и више апликација.                                                                            |
| 10-их 21. века (2010) | Windows Phone 7                 | Прва верзија и равне плочице.                                                                              |
| 10-их 21. века (2012) | Windows Phone 8                 | Различите величине плочица, више апликација и нови дизајн.                                                 |
| 10-их 21. века (2014) | Windows Phone 8.1               | Позадина плочица као слика и још више апликација.                                                          |
| 10-их 21. века (2015) | Windows Phone 10                | Провидне плочице (Бета верзија).                                                                           |